# Stenträsket (Jokkmokks socken, Lappland, 740908-170794)
Stenträsket (lulesamiska: Gierggejávrre) är en sjö i Jokkmokks kommun i Lappland och ingår i Luleälvens huvudavrinningsområde.